# Merry Mavericks
Merry Mavericks (br.: Venham cá, boys!) é um filme curta metragem estadunidense de 1951, dirigido por Edward Bernds. É o 133º de um total de 190 filmes da série com os Três Patetas produzida pela Columbia Pictures entre 1934 e 1959.

## Enredo
Os Três Patetas são desocupados do Velho Oeste que, ao se verem num cartaz de "Procurados por vadiagem", resolvem mudar de cidade e assim viajam até a distante Peaceful Gulch ("Brejo Pacífico", segundo a dublagem brasileira). O vilarejo é assolado por uma quadrilha de assaltantes liderada pelo bandido Morgan (Don Harvey) e que planeja roubar um banco que recebeu uma grande quantia de dinheiro. Na tentativa de assustarem os bandidos o tempo suficiente para retirarem o dinheiro, os cidadãos pegam o cartaz de um trio de procurados (naturalmente o dos Três Patetas) e colocam a foto no jornal, acompanhada da falsa notícia de que três famosos delegados federais chegarão à cidade.
Quando os Patetas chegam ao saloon, os bandidos os reconhecem como os delegados da notícia e lutam contra eles. Os Patetas os vencem e os mandam para a cadeia. Os cidadãos dão ao trio o dinheiro do banco e pedem que o escondam em uma casa abandonada afastada, com fama de mal-assombrada (contam a história de que o fantasma de um Chefe Índio que perdera a cabeça ao morrer, assombra o lugar). Os bandidos fogem da cadeia com a ajuda do xerife corrupto e vão até a casa abandonada, se disfarçando de fantasmas para assustarem os Patetas e pegarem o dinheiro. Novamente os Patetas saem vencedores. No final, quando lhe perguntam o que fazer com a namorada de Morgan que fora capturada, Moe responde para "jogá-la aos cães". Imediatamente Larry e Shemp começam a latir, irritando Moe.